# 물라 (이슬람교)

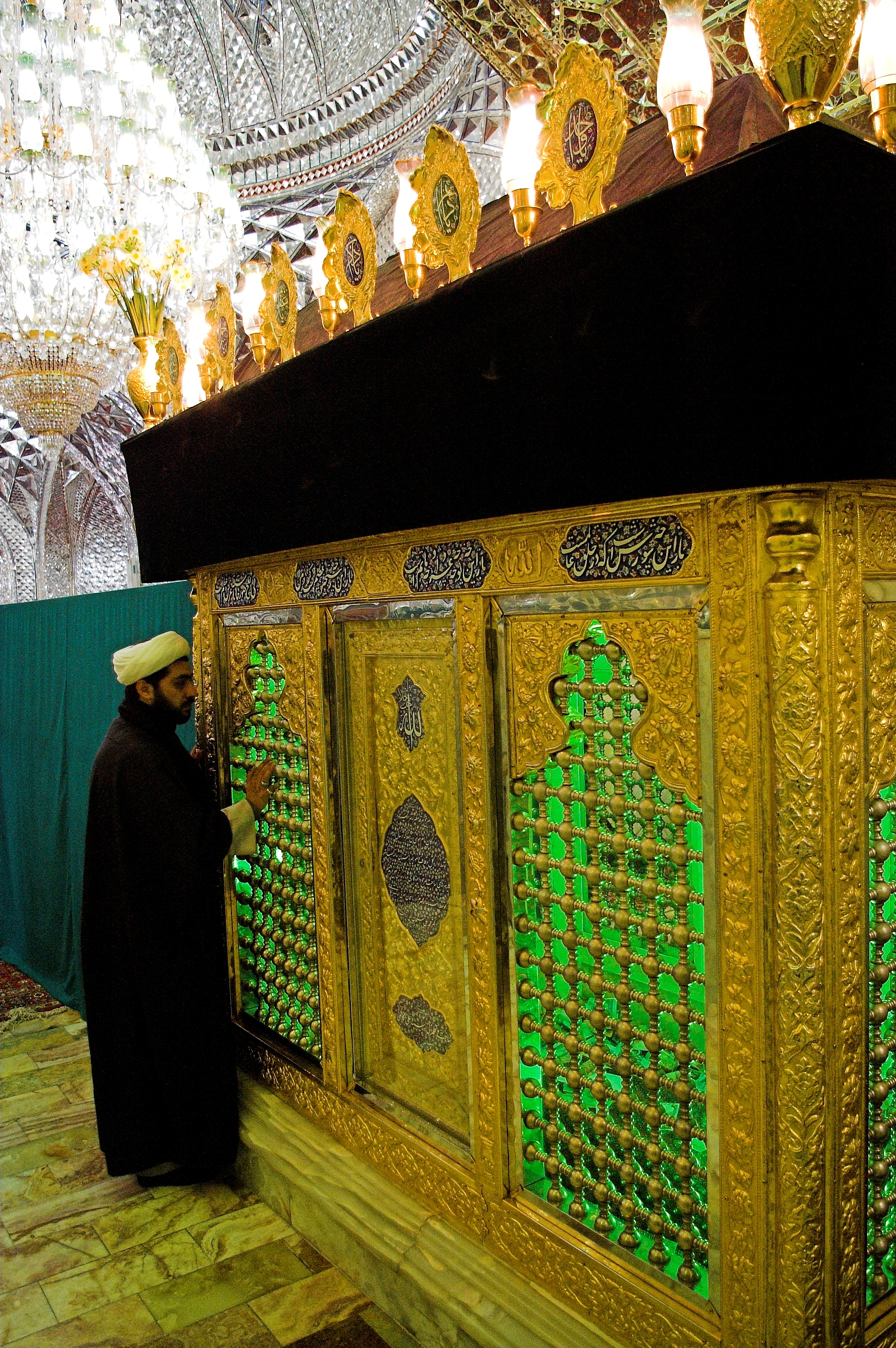

물라(아랍어: ملا, 영어: Mullah)는 이슬람교의 법과 교리에 대해 정통한 사람을 가리켜 쓰는 존칭이다. 이란과 중앙아시아에서는 종교 학자나 성직자에게 붙여주는 칭호로서 사용되고 튀르키예에서는 재판관이라는 뜻으로도 쓰인다.